# Аризона Кардиналс
«Аризо́на Ка́рдиналс» (англ. Arizona Cardinals) — професійна команда з американського футболу. Команда є членом Західного дивізіону, Національної футбольної конференції, Національної футбольної ліги. Домашнім полем для «Кардиналс» є Стадіон університету Фінікса.
Команда заснована у 1898 під назвою «Морґан Атлетік Клаб» в місті Чикаго у штаті Іллінойс. У 1920 команда вступила до Національної футбольної ліги. Кардиналс – найстаріша постійно діюча професійна франшиза американського футболу в історії Сполучених Штатів  та одна з двох чартерних франшиз у країні. Інша – також чиказького походження, Чикаго Берс, які до 1921 року були незалежними учасниками.
Вперше команда переїхала 1960 року до Сент-Луїса, де виступали до 1987. Щоб не плутати з відомою бейсбольною командою Сент-Луїс Кардиналс, для позначення команди використовували прізвиська "Football Cardinals" (Футбольні кардинали), "Gridbirds" (Сітчасті птахи) та "Big Red" (Видатні червоні). Напередодні 1988 року команда переїхала західніше Темпе (Аризона), передмістя Фінікса та протягом 18 сезонів грала домашні матчі на Сан Девіл Стедіум Університету Аризони. У 2006 вони переїхали на поточний стадіон у Глендайл, хоча головний офіс клубу досі базується у Темпе. З 1998 до 2012 року (за винятком 2005 у Прескотті), команда проводила щорічний літній тренувальний табір на локації Північноаризонського університету у місті Флагстафф. З 2013 року команда улітку тренується на Стейт Фарм Стедіум (пізніше перейменовано на Юніверсіті оф Фінікс Стедіум).
Кардіналс має два чемпіонських титули, одне з яких – 1925 року – викликає сумніви у прихильників Поттсвілл Марунс, які вважають чемпіонами свою команду. Інше чемпіонство Кардинали здобули у чемпіонській грі 1947 року, за два десятиліття до появи Супербоулу. Наступного сезону вони дійшли до фіналу захистити титул, але програли матч у Філадельфії 7-0 в умовах сильного снігопаду.
З моменту здобуття остального чемпіонства, команда страждає від невдалих сезонів. Їй належить найдовшого прокляття, що триває 75 років. У 2012 кількість програних ігор з моменту зародження команди, сягнула рекордних 700. Станом на кінець сезону 2023 року, показник перемог, поразок та нічиїх складає 596-826-41 (588-816-41 у регулярному сезоні, 7-10 за підсумками плей-офф) . Участь у розіграші плей-офф брали участь 11 разів. З 7 перемог 3 здобуто у кампанії 2008-2009 та дійшли до вирішальної стадії, але поступилися Піттсбург Стілерс 27-23. Команда 5 разів ставала чемпіоном дивізіону (1974, (1975, 2008, 2009 та 2015). Кардиналс – єдина команда, яка не програла жодного домашнього матчу плейофф у себе вдома, зокрема домашнє чемпіонство 1947, дві перемоги у кампанії 2008-2009, одна наступного сезону та ще одна у сезону 2015-2016. За 35 сезонів після переїзду до Фінікса команда 6 разів виходила до плей-офф, тричі здобувала чемпіонство у дивізіоні та 1 раз виграла конференцію.

## Історія франшизи

### Чикаго Кардиналс (1920-1959)
Історія команди тяжіє до 1898 року, коли група жителів зібралася пограти у американський футбол у Саус-Сайд, передмісті Чикаго, назвавши себе Атлетичний клуб Морган (Morgan Athletic Club). Згодом команду узяв під своє крило місцевий художник і будівничий Кріс О’Брайєн, який привів її на Нормал Парк на Расін-Авеню. До 1901 року команда носила назву ‘’Расін Нормалс’’ (Racine Normals), допоки О’Брайєн не придбав уживані футболки команди Чиказького університету. Приглушений темно-бордовий шеф команди назвав кардинальським[джерело?], що вплинуло на назву команди – віднині її іменували ‘’Расін Стріт Кардиналс’’ (Racine Street Cardinals). Зрештою, у 1920 році чикагці стали членами Американської Професійної Футбольної Асоціації (АПФА), яку 2 роки потому перехрестили на Національну футбольну лігу. Расін Кардиналс змушені були змінити назву на Чикаго Кардиналс для уникнення плутанини з Расін Легіон, які долучилися до змагань на 2 роки раніше за Кардиналс.

#### Чемпіонство НФЛ 1925 року
У 1925 році Кардиналс стали чемпіонами НФЛ, після того як Поттсвілл Марунс були відсторонені через гру, яку визначили «як на території іншої команди». Перемігши Кардиналс у очній зустрічі раніше, команда перемогла у додатковій грі Університет Нотр Дам, що дозволило отримати ідентичні результати з Кардиналс за підсумками сезону. Кардиналс у свою чергу звинувачували у порушенні правил НФЛ через їхні ігри з Хемонд Прос та Мілуокі Беджерс. Гра з Беджерс викликала скандал через участь у матчі чотирьох старшокласників у складі Беджерс, що заборонено правилами. Упродовж подальших 26 сезонів Кардиналс мали певний успіх.

#### Чемпіонство НФЛ 1947 року
Після війни команда двічі поспіль у фіналі НФЛ змагалася з Філадельфією. У 1947 році Кардиналс упевнено перемогли суперників та стали чемпіонами. Після низки провалів у 50-і команда втрачала фанатів, які переходили підтримувати конкурентів у місті – Чикаго Берс. Кардиналс майже довели до банкрутства. Власник команди Вайолет Бідвілл Вольфнер почав вивчати варіанти релокації команди.

### Сент-Луїс Кардиналс (1960-1987)
Після формування конкуруючої АФЛ, НФЛ дозволяє Бідвіллу переїхати до Сент-Луїса. Аби уникнути плутанини з місцевою бейсбольною командою, їх називають Великими Червоними або Сітчастими птахами (Big Reds та Gridbirds відповідно. За 28 років у Сент-Луїсі команда тричі проходила у плей-офф, але жодного разу не вигравала або приймала фінал. Посередній рівень команди та стан стадіону призвели до падіння відвідуваності. Білл Бідвілл перевозить команду до Аризони.

### Фінікс/Аризона Кардиналс (1988-)
Невдовзі після завершення сезону 1987 року Бідвілл погодився переїхати до Фінікса за угодою з місцевою адміністрацією. Команда змінила назву на ‘’Фінікс Кардиналс’’  (команда у самому місті ніколи не грала, але це повністю відповідає тренду – деякі команди ніколи не грали у центральному місті регіону, хоча й мають назву за ним).17 березня 1994 року команда змінила географічну орієнтацію на ‘’Аризона Кардиналс’’.
Напередодні 1996 року Кардиналс найняли Вінса Тобіна головним тренером. У своєму першому сезоні він привів команду до позначки 7-9. Але команда наступного сезону регресувала до показника 4-12. Уже в сезоні 1998 року Кардиналс перервали дві серії невдач – вийшли у плей-офф уперше за 16 років. Команда також здобула першу перемогу у постсезонах з 1947 року, перемігши Даллас Ковбойз 20-7 у Wild Card. Кардиналс припинили виступи у дивізіонному плей-офф після поразки 41-21 від Міннесота Вайкінгс. Усезоні 1999 команда погіршила свій результат до показника 6-10.2000 року Тобіна звільнили після старту 2-5. Його наступник Дейв МакГінніс закінчив сезон особистим внеском 1-8.
Напередодні сезону 2001, Кардиналс оголосили МакГінніса повноцінним головним тренером. Протягом трьохрічного тренерства він щоразу погіршував результат. Його звільнили по ходу сезону 2003 року.
Перед сезоном 2004 року Кардиналс найняли Денніса Гріна на посаду головного тренера Він пропрацював тренером 3 поспіль програшні сезони перед звільненням у 2006 році.

Кен Вайзенгерт очолив команду перед сезоном 2007.У першому ж сезоні рекорд команд склав 8-8.. У 2008 Кардиналс під головуванням квотербека Курта Вагнера здобули чемпіонство Національної Конференції у грі проти Філадельфія Іглс та взяли участь у Супербоулі проти Піттсбург Стілерз, програвши у останні секунди матчу. На останніх секундах гри вони втратили Супербоул XLIII, програвши 27-23 Піттсбург Стілерс.
Після історичного сезону команда повторила успіх рік потому, здобувши друге поспіль чемпіонство Західного дивізіону з результатом 10-6. У раунді дивізіонів їх перемогли 45-14 майбутні чемпіони Нью-Орлеанс Сейнтс. Наступного разу плей-офф їх чекав 2014. Вони зупинилися у раунді вайлд кард. Незважаючи на кращий результат сезону 11-6, їх обіграли чемпіони південного дивізіону Кароліна Пантерс, які завершили регулярку з показником 7-8-1.
Наступного року Кардиналс досягли найкращого результату в історії франшизи 13-3. Як другі сіяні, вони пройшли одразу раунд дивізіонів, де пройшли Грін Бей Пакерс 26-20 в овертаймі, але ті ж Пантерс розгромили аризонців 49-15, спричинивши сім втрат у чемпіонському протистоянні конференції.
Кардиналс скотилися до 7-8-1 у 2016, 8-8 рік потому, перш ніж провалитися 3-13 у 2018. Команда відштовхнулася 5-10—1 у 2019 та 8-8 у 2020. У Сезон Аризона Кардиналс 2021 вони виграли дивізіон 11-6, але у плей-офф програли Лос-Анджелес Рамс. У сезоні 2022 кардинали завершили виступ 4-13, зайнявши останнє місце та пропустивши постсезонні ігри.

## Логотипи та уніформи

Уніформа Фінікс 1989–1995

Уніформа Аризона Кардиналс 1996–2004

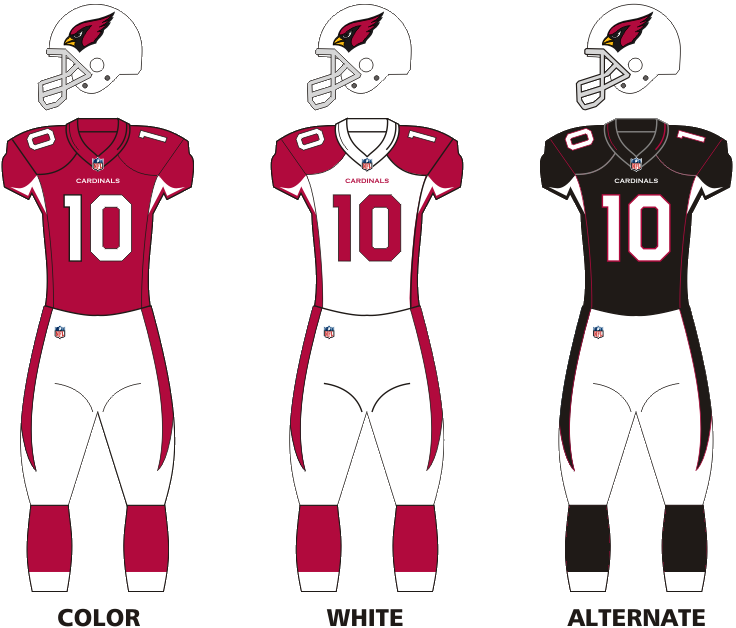
Уніформа Аризона Кардиналс 2005–2022

Починаючи з 1947 року на формі команди присутнє зображення червоного кардинала у гнізді, оздобленого мереживом.
У 1988 році команда переїхала до Аризони, а вже наступного сезону прапор Аризони було додано на рукави форми. У 1990 році команда почала носити білі джерсі та червоні труси. Тренер команди Джо Бугель вирішив емулювати свого попереднього роботодавця Вашингтон Редскінз, які на той час носили труси кольору бургундського вина та білі джерсі. Пізніше Редскінз повернулися до золотих трусів незалежно від кольору форми, відомих у 70-ті роки.
У 1994 році Кардинали брали участь у програмі обміну футболками з нагоди 75-річчя Національної футбольної ліги. Тогочасна форма стилістично наближена до ранньої форми чиказьких кардиналів 1920-х з логотипом СС та трьома смугами на рукавах. Номери переїхали на правий бік. Труси були кольору хакі з нагадуванням про кольори та матеріал тієї пори. У двох іграх проти Клівленду на виїзді та домашній з Пітсбургом були відсутні логотипи.

Логотип Чикаго Кардиналс

Голова кардинала зі шлему присутня на білій джерсі зразка 1982-1995 років. У 1996 році прапор штату піднявся вище за рахунок зменшення розміру рукавів. Чорний колір прибрали як колір акценту, замінивши його блакитним – це основний тон прапору штату. У 2002 році джерсі стали повністю червоні або білі. Так продовжувалося до перебудови команди у 2004 році.
У 2005 році команду чекали перші кардинальні зміни. Голова птаха стала більш витонченою та помітною. Численні фани називали попередню версію паракітом. Чорний повернувся на своє місце після восьмирічної перерви. У районі плечей, на рукавах, боках форми і трусах зявилася окантовка. Форми доповнювали червоні або білі труси.
Сподіваючись перервати 6-матчеву серію програшів, команда вийшла у повністю червоній комбінації 29 жовтня 2005 року у матчі на Ламбо Філд проти Грін Бей Пакерс. Вони програли 31-14. Наступну гру вони пропускали при результаті 1-7. Вони знову повторили спробу проти Даллас Ковбойз у наступному турі і програли 27-10. До кінця сезону команда відмовилася від цього поєднання і виграли чотири з семи ігор, що залишалися. Вони одягали червоні труси на 3 фінальні зустрічі у наступному сезоні. У 2007 команда поєднувала червоні труси з білими джерсі у виїзних матчах проти Сіетла та Цинциннаті Бенгалс. У матчах проти Детройт Лайонс, Сан-Франциско 49, Клівленд Браунс та Сент-Луїс Рамс фігурувала повністю червона комбінація. Червоні труси не застосовували зовсім у 2008 році, а наступного року їх застосовували у домашніх іграх проти Сіетла, Мінесоти та Сент-Луїса. Уперше за три роки команда поєднала червоні труси з виїзною білою формою у Кароліні 2010, після чого настала перерва до 2018, коли команда грала проти Канзас-Сіті Чіфс.
Футболісти Кардиналс продемонстрували уперше червону форму у 1988 у домашній грі відкриття сезону. Але зазвичай протягом першої половини сезону аризонці виходили на поле виключно у білій формі, змушуючи суперників страждати у темнішій формі, оскільки восени у Фініксі буває температура понад 38 градусів тепла (100° за Фаренгейтом). Ця традиція тривала до переїзду з Сан Девіл Стедіум до Стейт Фарм Стедіум, де ігри відбувалися під зачиненим дахом. У комфортних умовах при 21°С (70° за Фаренгейтом) команда грала у червоних кольорах. Уперше білі футболки на домашній грі на Стейт Фарм Стедіум застосували 29 серпня 2008 у передсезонній грі проти Денвер Бронкос.
У регулярному сезоні команда уперше вийшла у білій домашній формі 11 жовтня 2009 року проти Г'юстон Тексанс. Також у жовтні НФЛ підтримала Місячник боротьби з раком грудей. Упродовж цього часу футболісти додали у елементи форми рожевий колір. Кардиналс визнали, що поєднання білого з рожевим більш гармонійне ніж поєднання білого та червоного.
З 1970 по 1983, а згодом у багатьох сезонах між 1989 та 2002 роками, команда одягала білу форму у поєдинках проти Даллас Ковбойс, аби змусити суперників одягнути нещасливу блакитну форму. Щоправда, ця традиція теж припинилася з переїздом на Стейт Фарм Стедіум.
У сезоні 2010 команда представила альтернативну чорну форму. У 2017 році команда долучился до кольорової програми НФЛ, вийшовши у чорній формі. Традиційно команда прописувала номери білою фарбою, та поєднувала з білими трусами. З нагоди події Кардиналс застосували червоні літери та чорні труси. До варіантного варіанту форми з 2022 року додаються червоні шоломи.
Напередодні нового сезону Кардиналс представили нову форму. Традиційну червону домашню та виїзну білу форму доповнить чорна варіація. У червоній формі з'явиться назва штату та срібний контур номерів. Біла форма передбачає червоні номери з чорним контуром, а також смуги срібного та червоного кольорів на трусах та рукавах. Нарукавна срібна смуга міститиме назву команди. Перші два варіанта форми поєднуватимуть з білими шлемами та срібними масками на обличчя. Альтернативна форма буде повністю чорна.

## Фанати

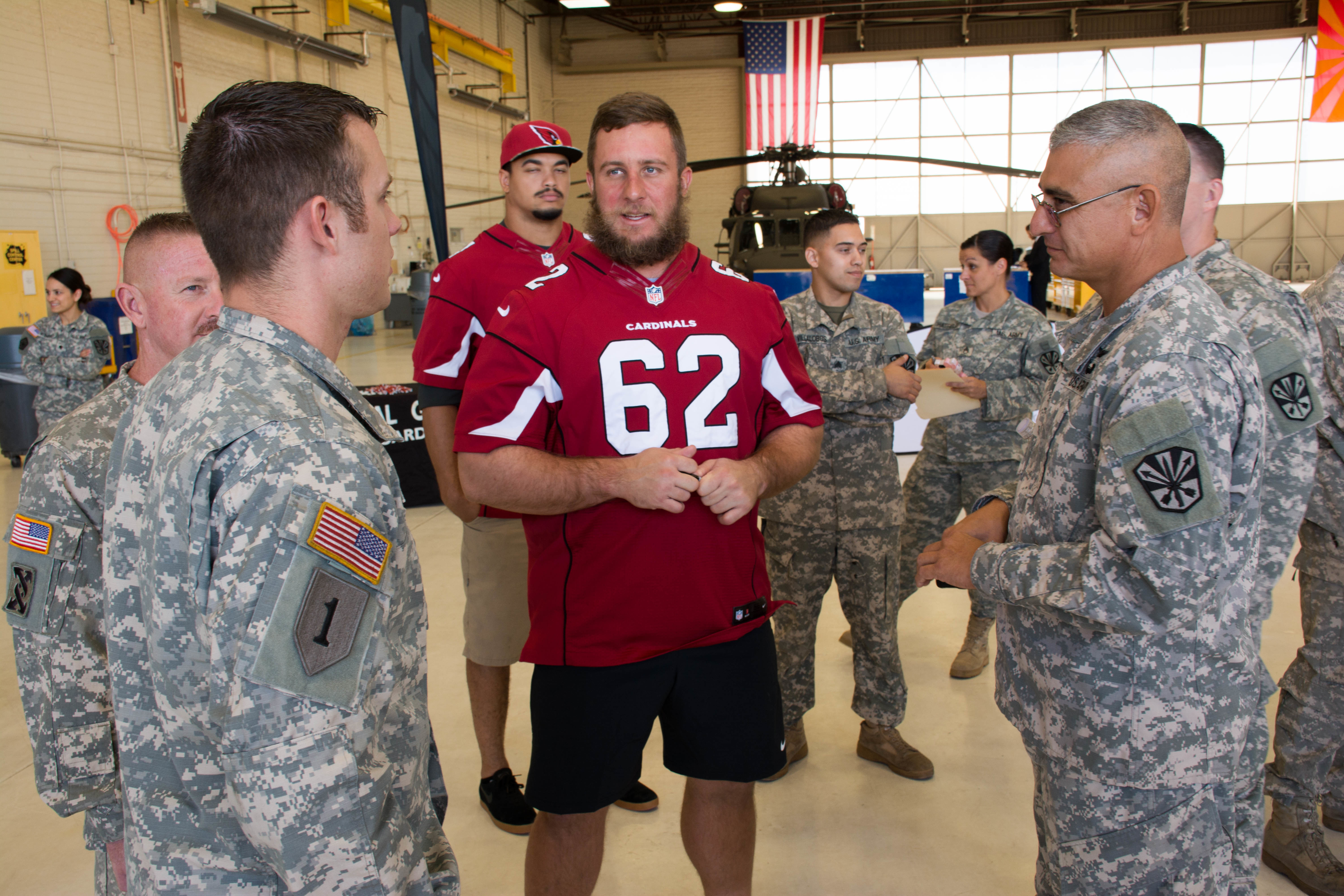
Гард Аризона Кардиналс Тед Ларсон відвідує військових

Період невдач Кардиналс випробовував на стійкість уболівальників, які тривалий час підтримували команду. Їх часто називають Червоним морем або Пташиною зграєю, серед яких – відомі персони на кшталт виконавця музики кантрі  Блейка Шелтона та актриси Джордін Спаркс. У пам'ять про загиблого сейфті Пета Тіллмана команда посилила зв'язки з військовими. Гравці регулярно відвідують сусідню авіабазу у знак підтримки місцевих військовослужбовців.

## Суперництва

### Лос-Аджелес Ремз
Одне з найстаріших протистоянь для Кардиналс з моменту їх першої зустрічі у 1937 році. Ремз грали у Клівленді, тоді як чикагці лишалися у своєму місті. Суперництво з Лос-Анджелес Ремз здобуло підсилення на фоні успіхів обох команд у раундах плей-офф. Незважаючи на усі зусилля, лос-анджелесці зробили ривок з 2017 року 9-1 під керівництвом Сіна Маквея. У 2020 році в сезонній грі за путівку до плей-офф травму здобув квотербек Ремз Джаред Гофф, але це не допомогло Кардиналс перемогти. Поразка 18-7 викинула Кардиналс з подальшої боротьби. У наступному сезоні серія невдач проти Ремз припинилася. Вони виграли у Ремз та захопили лідерство у дивізіоні 7-0. Але у ході футбольного вечора понеділка команда з Лос-Анджелесу перемогла, а аризонці програли 6 з 10 ігор, що залишилися. Кардиналс отримали путівку до плей-офф, де знову зустрілися з Ремз у Лос-Анджелесі. 2 перехоплення Кайлера Мюррея, одне з яких закінчилося тачдауном, призвели до поразки 34-11.

### Сіеттл Сіхокс
Більш свіжі суперники Сіхокс та Кардиналс змагаються в одному дивізіоні з 2002 року після перетасування Західного дивізіону. Суперництво між командами набуло широкого значення у середині 2010 року, коли Фінікс та Сіеттл змагалися за перемогу у дивізіоні. Багато фанатів Кардиналс називають Сіхокс головним суперником з часу домінування під керівництвом квотербека Рассела Уїлсона та головного тренера Піта Керолла, хоча у Сіхокс є і більш інтенсивні протистояння з Сан-Франциско 49, Лос-Анджелес Ремз та навіть з Грін-Бей Пекерс. Сіхокс ведуть у серії 25-22-1. Досі у плей-офф вони не перетиналися.

### Сан-Франциско 49
49-ті ведуть у серії 34-29. Перша зустріч команд відбулася у далекому 1951 році і носила випадковий характер аж до включення обох команд до Західного дивізіону Національної Конференції 2002. Трапляються серії перемог однієї з команд. Наприклад, на 9 перемог з 10 ігор команди з Сан-Франциско між 2009 та 2013 роках Кардиналс відповіли вісьмома у 2014-2018. Команда з Аризони утримує поточний рекорд найбільшої серії перемог. Сан-Франциско домігся кількох серій по 5 перемог поспіль.

### Чикаго Берс
Протистояння Кардиналс та Берс повторює історію НФЛ з 1920 року. На той час перші базувалися у Расіні, а Берс були відомі як Декатур Стейліс . У 1922 році поєдинки між командами стали реальним чиказьким дербі на довгих 38 років. «Битва за Чикаго» - стала першим відомим суперництвом. Берс зараз лідирують у серії 59-29-6.

## Рекорди

### Рекорди сезонів
Набрані очки – 489 (2015
Паси
Пасові ярди – 4671 (Карсон Палмер, 2015)
Пасові тачдауни – 35 (Карсон Палмер, 2015)
Результативні передачі – 401 ((Курт Уорнер, 2008)
Усього спроб передач – 598 ((Курт Уорнер, 2008)
Найдовший пас – 98 ярдів (Дуг Раселл, 1932, Огден Комптон, 1957, Джим Гарт, 1972)
Виноси
Найбільше виносних ярдів – 1605 (Оттіс Андерсон, 1979)
Спроби виносу – 337 - (Едгрін Джеймс, 2006)
Тачдауни з виносу – 16 (Девід Джонсон, 2016)
Тачдауни з виносу (новачки) – 10 (Тім Хайтауер, 2008)
Найдовший винос – 83 ярди (Джон Девід Кроу, 1958)
Виносні ярди за гру – 100,3 ярди ((Оттіс Андерсон, 1979)
Прийом
Усього прийнято – 109 (Ларрі Фіцжеральд, 2015)
Ярди на прийом – 1598 (Девід Бостон, 2001)
Тачдауни після прийому – 15 - (Соммі Рендл, 1960)
Повернення
 Повернення пантів за сезон – 44 (Ваі Сікахема, 1987
Найдовше повернення панту – 99 ярдів (Патрік Петерсон, 2011
Найдовше повернення кік-оффу – 108 ярдів (Девід Джонсон, 2015
Удари
Філдгоули – 40 (Ніл Ракерс, 2015
Зароблені очки після тачдауну – 53 (Пет Хардер, 1948
Панти – 112 (Дейв Застуділ, 2012)
Пантові ярди – 5209 (Дейв Застуділ, 2012)

### Рекорди за кар'єру
Станом на 2021 рік:
Пасові ярди – 34639 (Джим Гарт, 1966 – 1983)
Пасові тачдауни – 209 (Джим Гарт, 1966 – 1983)
Ярди виносу – 7999 (Отіс Андерсон, 1979 – 1986)
Виносні тачдауни – 46 (Отіс Андерсон, 1979 – 1986)
Прийомів – 1234 (Ларрі Фітцжеральд, 2004 – 2020)
Ярди після прийомів – 15545 (Ларрі Фітцжеральд, 2004 – 2020)
Перехоплених пасів – 52 (Ларрі Уїлсон, 1960 – 1972)
Реалізованих філд гоулів – 282 (Джим Баккен, 1962 – 1978)
Очок набрано – 1380 (Джим Баккен, 1962 – 1978)
Усього тачдаунів – 110 (Ларрі Фітцжеральд, 2004 – 2020)
 У середньому повернень пантів – 13,7 (Чарлі Тріппі, 1947 – 1955)
У середньому повернень кік-оффів – 28,5 (Оллі Метсон, 1952 – 1958)
У середньому ярдів за пант – 44,9 (Джеррі Нортон, 1959 – 1961)
Секів – 71,5 (Чандлер Джонс, 2016 – 2021)
Теклів – 785 (Ерік Хілл, 1989 – 1997)

## Визначні  гравці

### Закріплені номери
| Номери Сикаго/Сент-Луїс/Аризона Кардиналс поза обігом |                    |          |                      |                       |
| Номер                                                 | Гравець            | Позиція  | Роки виступів        | Рік вилучення з обігу |
| 8                                                     | Ларрі Уїлсон       | Сейфті   | 1960–1972            | 1970                  |
| 40                                                    | Пет Тіллман        | Сейфті   | 1998–2001            | 2004                  |
| 77                                                    | Стен Молдін        | Текл     | 1946–1948            | 1948                  |
| 88                                                    | Джеймс Віктор Кейн | Тайт-енд | 1974–1978            | 1979                  |
| 99                                                    | Маршал Голдберг1   | Халфбек  | 1939–1943; 1946–1948 | 1948                  |

Примітка:
1.     Попри вилучення з обігу, номер 99 був виданий Дж. Дж. Уатту після схвалення донькою Голдберга 2 березня 2021. Уатт носив його протягом сезонів 2021 та 2022 років, коли він закінчив кар'єру.

### Представники команди у Залі Слави НФЛ
| Чикаго/Сент-Луїс/Аризона Кардиналс у Залі Слави НФЛ |                       |                    |                     |           |
| Гравці                                              |                       |                    |                     |           |
| Номер                                               | Гравець               | Позиція            | Роки виступів       | Включений |
| 4                                                   | Ерні Неверс           | Фулбек             | 1929–1931 1930–1931 | 1963      |
| 3                                                   | Джим Торп             | Раннінбек          | 1928                | 1963      |
| 13                                                  | Гай Чемберлен         | Енд і тренер       | 1927–1928           | 1965      |
| 1                                                   | Джон "Падді" Дрісколл | Квотербек          | 1920–1925           | 1965      |
| 2                                                   | Уолт Кіслінг          | Гард / Текл Тренер | 1929–1933 1944      | 1966      |
| 62, 2                                               | Чарлі Тріппі          | Раннінбек          | 1947–1955           | 1968      |
| 33                                                  | Оллі Метсон           | Раннінбек          | 1952, 1954–1958     | 1972      |
| 81                                                  | Дік Лейн              | Корнербек          | 1954–1959           | 1974      |
| 8                                                   | Ларрі Уїлсон          | Сейфті             | 1960–1972           | 1978      |
| 13                                                  | Дон Мейнард           | Ресивер            | 1973                | 1987      |
| 81                                                  | Джекі Сміт            | Тайт-енд           | 1963–1977           | 1994      |
| 72                                                  | Ден Дірдорф           | Текл               | 1971–1983           | 1996      |
| 22                                                  | Роджер Верлі          | Корнербек          | 1969–1982           | 2007      |
| 22                                                  | Емміт Сміт            | Раннінбек          | 2003–2004           | 2010      |
| 35                                                  | Еннес Вільямс         | Корнербек          | 1991–2000           | 2014      |
| 13                                                  | Курт Ворнер           | Квотербек          | 2005–2009           | 2017      |
| 32                                                  | Едгрін Джеймс         | Раннінбек          | 2006–2008           | 2020      |
| 16                                                  | Дюк Слейтер           | Текл               | 1926–1931           | 2020      |
| 66                                                  | Алан Фанека           | Офенсів гард       | 2010                | 2021      |
| Тренери та вкладники'                               |                       |                    |                     |           |
| Ім’я                                                | Ім’я                  | Позиція            | Роки                | Додано    |
| Ерл Лембо                                           | Ерл Лембо             | Тренер             | 1950–1951           | 1963      |
| Джиммі Концельман                                   | Джиммі Концельман     | Тренер             | 1940–1942 1946–1948 | 1964      |
| Чарльз Бідвілл                                      | Чарльз Бідвілл        | Власник команди    | 1933–1947           | 1967      |
| Дон Корйєлл                                         | Дон Корйєлл           | Головний тренер    | 1973–1977           | 2023      |
| Source(s):                                          |                       |                    |                     |           |

Курсив = відіграв частину кар’єри у Кардиналс, але до Залу Слави делегований іншою командою

Дірдоф, Сміт, Верлі та Уїлсон були членами Кільця Слави на Едвард Джонс Дом, колиЛос-Агнджелес Ремз виступали там з 1995 по 2015 рік.

### Кільце честі
Кільце честі Кардиналс започаткували у Шаблон:Сезон Кардиналс на честь відкриття Стейт Фарм Стедіум для відзначення тих, хто найбільше доклав зусиль в історії франшизи. Нижче наводиться список носіїв нагороди у хронологічному порядку
| Обрані до Залу Слави |

| Кільце честі Аризона Кардиналс | Кільце честі Аризона Кардиналс | Кільце честі Аризона Кардиналс | Кільце честі Аризона Кардиналс | Кільце честі Аризона Кардиналс |
| Номер                          | Імя                            | Позиція                        | Сезони                         | Дата включення                 |
| ------------------------------ | ------------------------------ | ------------------------------ | ------------------------------ | ------------------------------ |
| —                              | Чарльз Бідвілл                 | Влавсник                       | 1933–1947                      | 12 серпня 2006                 |
| —                              | Джиммі Концельман              | Тренер                         | 1940–1942 1946–1948            | 12 серпня 2006                 |
| 1                              | Джон "Падді" Дрісколл          | Квотербек Тренер               | 1920–1925 1920–1922            | 12 серпня 2006                 |
| 99                             | Маршал Голдберг                | Халфбек                        | 1939–1943 1946–1948            | 12 серпня 2006                 |
| 81                             | Дік Лейн                       | Корнербек                      | 1954–1959                      | 12 серпня 2006                 |
| 33                             | Оллі Метсон                    | Халфбек                        | 1952, 1954–1958                | 12 серпня 2006                 |
| 4                              | Ерні Неверс                    | FB Тренер                      | 1929–1931 1930–1931, 1939      | 12 серпня 2006                 |
| 62, 2                          | Чарлі Тріппі                   | Халфбек/Квотербек              | 1947–1955                      | 12 серпня 2006                 |
| 8                              | Ларрі Уїлсон                   | Сейфті                         | 1960–1972                      | 10 вересня 2006                |
| 72                             | Ден Дірдорф                    | Текл                           | 1971–1983                      | 16 жовтня 2006                 |
| 40                             | Пет Тіллман                    | Сейфті                         | 1998–2001                      | 12 листопада 2006              |
| 22                             | Роджер Верлі                   | Корнербек                      | 1969–1982                      | 14 жовтня 2007                 |
| 35                             | Енес Вільямс                   | Корнербек                      | 1991–2000                      | 10 листопада 2008              |
| 13                             | Курт Уорнер Квотербек          | 2005–2009                      | 14 червня 2014                 |                                |
| 22, 24                         | Адріан Вілсон                  | Сейфті                         | 2001–2012                      | 27 вересня 2015                |
| 25, 81                         | Рой Грін                       | Ресивер                        | 1979–1990                      | 2 жовтня 2016                  |
| 7, 17                          | Джим Гарт                      | Квотербек                      | 1966–1983                      | 3 грудня 2017                  |
| 3                              | Карсон Палмер                  | Квотербек                      | 2013–2017                      | 29 березня 2019                |
| Source(s):                     |                                |                                |                                |                                |

## Персонал
За свою історію Кардиналс змінили 42  наставники. Найпершим був Падді Дрісколл, який тренував команду з 1920 по 1922 роки і досяг результату 17-8-4. Джиммі Концельман, Джим Ханіфан, Кен Візенхант керували командою тривалий час. 14 квітня 2022 року на пенсію вийшов Марк Алмайєр, менеджер з обладнання, що пропрацював у команді 41 рік.

## Радіо і телебачення

### Афіліати
| Місто            | Позивний | Частота  |
| ---------------- | -------- | -------- |
| Фінікс           | KTAR AM  | 620 AM   |
| Фінікс           | KMVP-FM  | 98.7 FM  |
| Тусон            | KTZR AM  | 1450 AM  |
| Сеффорд          | KATO AM  | 1230 AM  |
| Седона           | KAZM AM  | 780 AM   |
| Лейк-Гавасу Сіті | KNTR AM  | 980 AM   |
| Прескотт         | KQNA AM  | 1130 AM  |
| Прескотт         | KDDL FM  | 94.3 FM  |
| Флегстафф        | KVNA AM  | 600 AM   |
| Голбрук          | KZUA-FM  | 92.1 FM  |
| Юма              | KBLU     | 560 AM   |
| Пайнтоп-Лейсайд  | KNKI FM  | 106.7 FM |
| Маямі            | KIKO AM  | 1340 AM  |
| Кінгмен          | KGMN-FM  | 100.1 FM |

## Історія назв команди
Команда називалася по-різному в різні часи:

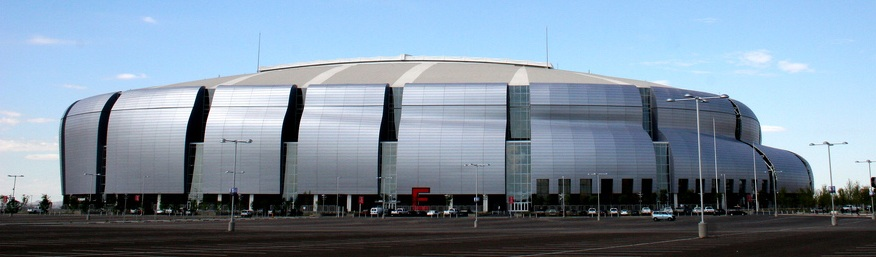
Стадіон університету Фінікса

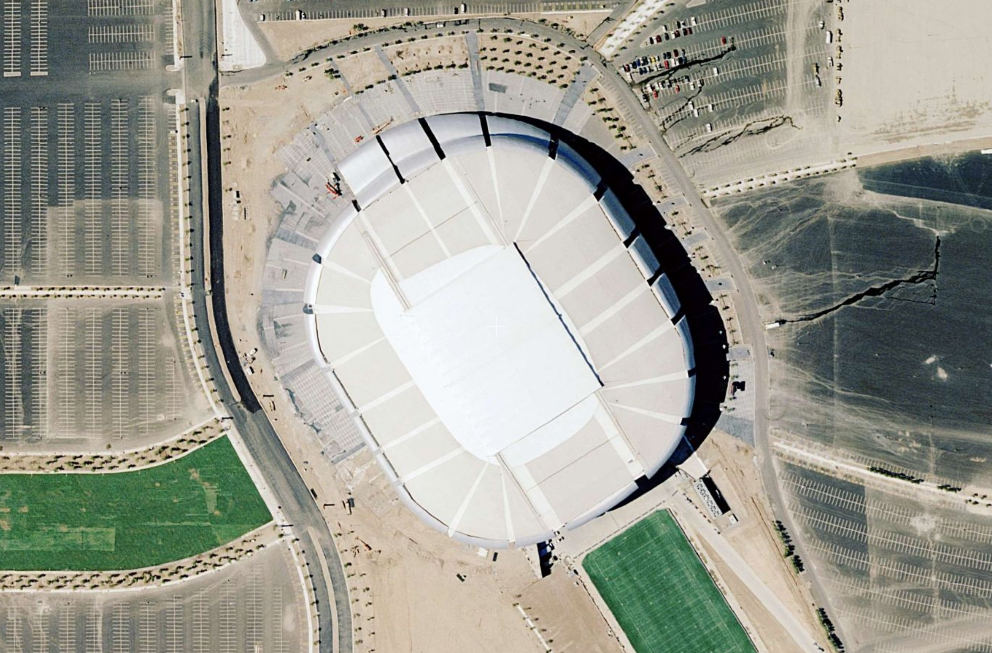
Стадіон університету Фінікса зверху

- «Морґан Атлетік Клаб» (англ. Morgan Athletic Club) 1898
- «Расін Нормалс»(англ. Racine Normals) 1899—1900
- «Расін Кардиналс» (англ. Racine Cardinals) 1901—1906, 1913—1919
- «Чикаго Кардиналс» (англ. Chicago Cardinals) 1920—1943
- «Кард-Пітт» (англ. Card-Pitt) 1944
- «Чикаго Кардиналс» (англ. Chicago Cardinals) 1945—1959
- «Сент-Луїс Кардиналс» (англ. St. Louis Cardinals) 1960—1987
- «Фінікс Кардиналс» (англ. Phoenix Cardinals) 1988—1993
- «Аризона Кардиналс» (англ. Arizona Cardinals) 1994 — по нині